# Mistrovství Evropy ve vzpírání 2008
87. mužské a 21. ženské Mistrovství Evropy ve vzpírání se konalo od 11. do 20. dubna 2008 v italském městě Lignano Sabbiadoro. Mistrovství bylo současně kontinentální kvalifikací na Letní olympijské hry 2008. Česká republika na mistrovství vyslala Lenku Orságovou a mužské družstvo.
Na základě výsledků dopingových zkoušek byli dosud z užití dopingu usvědčeni a následně diskvalifikováni 4 závodníci. Byli to původní dvojnásobný mistr Evropy v kategorii do 56 kg Igor Bour a dvojnásobný bronzový medailista v kategorii do 62 kg Vladimir Popov (oba z Moldavska). Dále bylo užití zakázaných látek prokázáno Arménovi Artaku Mkrčjanovi, jenž startoval v nejtěžší váhové kategorii, a bosenské vzpěračce do 75 kg Oliveře Jurićové. Kontinentální kvalifikace na Olympijské hry nebyla těmito zjištěními nijak ovlivněna.

## Podrobné výsledky
- Podrobné výsledky jednotlivých kategorií

## Přehled medailistů

### Muži
| Kategorie  | Disciplína | Zlato                 | Stříbro             | Bronz               |
| ---------- | ---------- | --------------------- | ------------------- | ------------------- |
| Do 56 kg   | Trh        | Halil Mutlu           | Tom Goegebuer       | Igor Grabucea       |
| Do 56 kg   | Nadhoz     | Halil Mutlu           | Vito Dellino        | Vladimir Urumov     |
| Do 56 kg   | Dvojboj    | Halil Mutlu           | Tom Goegebuer       | Vladimir Urumov     |
| Do 62 kg   | Trh        | Erol Bilgin           | Sergej Petrosjan    | Sardar Hasanov      |
| Do 62 kg   | Nadhoz     | Sergej Petrosjan      | Erol Bilgin         | Zulfugar Suleymanov |
| Do 62 kg   | Dvojboj    | Sergej Petrosjan      | Erol Bilgin         | Stefan Georgiev     |
| Do 69 kg   | Trh        | Tigran Martirosjan    | Demir Demirev       | Turan Mirzayev      |
| Do 69 kg   | Nadhoz     | Vencelas Dabaya       | Tigran Martirosjan  | Mechmed Fikretov    |
| Do 69 kg   | Dvojboj    | Tigran Martirosjan    | Vencelas Dabaya     | Mechmed Fikretov    |
| Do 77 kg   | Trh        | Ara Chařatrjan        | Oleg Perepečenov    | Alexej Jufkin       |
| Do 77 kg   | Nadhoz     | Alexej Jufkin         | Oleg Perepečenov    | Ara Chařatrjan      |
| Do 77 kg   | Dvojboj    | Oleg Perepečenov      | Ara Chařatrjan      | Alexej Jufkin       |
| Do 85 kg   | Trh        | Tigran V. Martirosjan | Vasilij Polovnikov  | İzzet İnce          |
| Do 85 kg   | Nadhoz     | Tigran V. Martirosjan | Vasilij Polovnikov  | Benjamin Hennequin  |
| Do 85 kg   | Dvojboj    | Tigran V. Martirosjan | Vasilij Polovnikov  | Georgi Markov       |
| Do 94 kg   | Trh        | Szymon Kołecki        | Edgar Gevorgjan     | Muchamat Sozajev    |
| Do 94 kg   | Nadhoz     | Szymon Kołecki        | Andrej Děmanov      | Konstjantyn Pilijev |
| Do 94 kg   | Dvojboj    | Szymon Kołecki        | Andrej Děmanov      | Muchamat Sozajev    |
| Do 105 kg  | Trh        | Dmitrij Berestov      | Ramūnas Vyšniauskas | Martin Tešovič      |
| Do 105 kg  | Nadhoz     | Ramūnas Vyšniauskas   | Oleksij Torochtij   | Dmitrij Berestov    |
| Do 105 kg  | Dvojboj    | Dmitrij Berestov      | Ramūnas Vyšniauskas | Robert Dołęga       |
| Nad 105 kg | Trh        | Matthias Steiner      | Ihor Šymečko        | Jevgenij Čigišev    |
| Nad 105 kg | Nadhoz     | Viktors Ščerbatihs    | Jevgenij Čigišev    | Matthias Steiner    |
| Nad 105 kg | Dvojboj    | Viktors Ščerbatihs    | Matthias Steiner    | Jevgenij Čigišev    |

### Ženy
| Kategorie | Disciplína | Zlato                     | Stříbro               | Bronz                     |
| --------- | ---------- | ------------------------- | --------------------- | ------------------------- |
| Do 48 kg  | Trh        | Genny Caterina Pagliarová | Nurcan Taylanová      | Sibel Özkanová            |
| Do 48 kg  | Nadhoz     | Sibel Özkanová            | Nurcan Taylanová      | Genny Caterina Pagliarová |
| Do 48 kg  | Dvojboj    | Nurcan Taylanová          | Sibel Özkanová        | Genny Caterina Pagliarová |
| Do 53 kg  | Trh        | Natalija Trocenková       | María de la Puenteová | Mărioara Munteanuová      |
| Do 53 kg  | Nadhoz     | Natalija Trocenková       | Julia Rohdeová        | María de la Puenteová     |
| Do 53 kg  | Dvojboj    | Natalija Trocenková       | María de la Puenteová | Julia Rohdeová            |
| Do 58 kg  | Trh        | Romela Begajová           | Marieta Gotfrydová    | Aleksandra Klejnowská     |
| Do 58 kg  | Nadhoz     | Aleksandra Klejnowská     | Roxana Cocoşová       | Romela Begajová           |
| Do 58 kg  | Dvojboj    | Aleksandra Klejnowská     | Romela Begajová       | Roxana Cocoşová           |
| Do 63 kg  | Trh        | Meliné Deluzjanová        | Sibel Şimşeková       | Ruth Kasiryeová           |
| Do 63 kg  | Nadhoz     | Meliné Deluzjanová        | Milka Manevová        | Sibel Şimşeková           |
| Do 63 kg  | Dvojboj    | Meliné Deluzjanová        | Sibel Şimşeková       | Milka Manevová            |
| Do 69 kg  | Trh        | Nazik Avdaljanová         | Taťána Matvejevová    | Julija Artemovová         |
| Do 69 kg  | Nadhoz     | Nazik Avdaljanová         | Taťána Matvejevová    | Slavejka Ružinská         |
| Do 69 kg  | Dvojboj    | Nazik Avdaljanová         | Taťána Matvejevová    | Slavejka Ružinská         |
| Do 75 kg  | Trh        | Natalja Zabolotná         | Lidia Valentínová     | Teťána Žukovová           |
| Do 75 kg  | Nadhoz     | Hripsimé Churšudjanová    | Natalja Zabolotná     | Lidia Valentínová         |
| Do 75 kg  | Dvojboj    | Natalja Zabolotná         | Lidia Valentínová     | Yvonne Kranzová           |
| Nad 75 kg | Trh        | Olha Korobková            | Julija Dovhalová      | Magdalena Ufnalová        |
| Nad 75 kg | Nadhoz     | Olha Korobková            | Julija Dovhalová      | Kathleen Schöppeová       |
| Nad 75 kg | Dvojboj    | Olha Korobková            | Julija Dovhalová      | Magdalena Ufnalová        |

## Medaile podle zúčastněných zemí
| Pořadí | Stát        | Zlato | Stříbro | Bronz |
| ------ | ----------- | ----- | ------- | ----- |
| 1.     | Arménie     | 13    | 3       | 1     |
| 2.     | Rusko       | 8     | 13      | 7     |
| 3.     | Turecko     | 6     | 7       | 3     |
| 4.     | Ukrajina    | 6     | 5       | 3     |
| 5.     | Polsko      | 5     | 1       | 4     |
| 6.     | Lotyšsko    | 2     | -       | -     |
| 7.     | Německo     | 1     | 2       | 4     |
| 8.     | Litva       | 1     | 2       | -     |
| 9.     | Itálie      | 1     | 1       | 2     |
| T10    | Albánie     | 1     | 1       | 1     |
| T10    | Francie     | 1     | 1       | 1     |
| 12.    | Španělsko   | -     | 4       | 2     |
| 13.    | Bulharsko   | -     | 2       | 9     |
| 14.    | Belgie      | -     | 2       | -     |
| 15.    | Rumunsko    | -     | 1       | 2     |
| 16.    | Ázerbájdžán | -     | -       | 3     |
| T17    | Moldavsko   | -     | -       | 1     |
| T17    | Norsko      | -     | -       | 1     |
| T17    | Slovensko   | -     | -       | 1     |

## Kvalifikace na Letní olympijské hry 2008

### Muži
| Pořadí | Stát           | Body | Počet míst |
| ------ | -------------- | ---- | ---------- |
| 1.     | Albánie        | 184  | 2          |
| 2.     | Slovensko      | 179  | 2          |
| 3.     | Maďarsko       | 174  | 1          |
| 4.     | Litva          | 157  | 1          |
| 5.     | Španělsko      | 156  | 1          |
| 6.     | Česko          | 149  |            |
| 7.     | Lotyšsko       | 93   |            |
| 8.     | Finsko         | 77   |            |
| 9.     | Kypr           | 46   |            |
| 10.    | Rakousko       | 36   |            |
| 11.    | Slovinsko      | 30   |            |
| 12.    | Belgie         | 28   |            |
| 13.    | Norsko         | 21   |            |
| 14.    | Srbsko         | 21   |            |
| 15.    | San Marino     | 20   |            |
| 16.    | Velká Británie | 18   |            |
| 17.    | Izrael         | 18   |            |
| 18.    | Švýcarsko      | 17   |            |
| 19.    | Monako         | 16   |            |
| 20.    | Irsko          | 15   |            |

### Ženy
| Pořadí | Stát                | Body | Počet míst |
| ------ | ------------------- | ---- | ---------- |
| 1.     | Turecko             | 167  | 2          |
| 2.     | Německo             | 161  | 1          |
| 3.     | Francie             | 147  | 1          |
| 4.     | Arménie             | 138  |            |
| 5.     | Itálie              | 137  |            |
| 6.     | Maďarsko            | 134  |            |
| 7.     | Španělsko           | 125  |            |
| 8.     | Albánie             | 107  |            |
| 9.     | Rumunsko            | 66   |            |
| 10.    | Finsko              | 47   |            |
| 11.    | Norsko              | 43   |            |
| 12.    | Velká Británie      | 37   |            |
| 13.    | Česko               | 21   |            |
| 14.    | Moldavsko           | 21   |            |
| 15.    | Slovensko           | 21   |            |
| 16.    | Nizozemsko          | 19   |            |
| 17.    | Rakousko            | 17   |            |
| 18.    | Švédsko             | 17   |            |
| 19.    | Izrael              | 16   |            |
| 20.    | Dánsko              | 15   |            |
| 21.    | Srbsko              | 13   |            |
| 22.    | Lotyšsko            | 12   |            |
|        | Bosna a Hercegovina | 0    |            |

- Pozn.)
  - Státy se kvalifikují na LOH 2008 podle těchto kvalifikačních podmínek.
  - Body jsou udělovány zemím na základě výsledku jednotlivců ve dvojboji (reduk. pořadí), viz Technical Rules IWF – odst. 5.8.3.